# Cabernet Cortis
Cabernet Cortis ist eine 1982 gezüchtete pilzwiderstandsfähige Rotweinsorte, die am Staatlichen Weinbauinstitut Freiburg durch Norbert Becker aus den Sorten Cabernet Sauvignon und Solaris gekreuzt wurde. Amtlich wird Cabernet Cortis mit dem Zuchtstamm FR 437-82 r gekennzeichnet. Die Sorte besitzt Sortenschutz, der Eintrag in die Sortenliste wurde beantragt.

## Verbreitung
In Deutschland wurde im Jahr 2023 eine Fläche von 71 ha ausgewiesen. Im Jahr 2022 waren es 60 ha. In der Schweiz betrug die Anbaufläche 2020 4,5ha.
| Weinbaugebiet        | Fläche ha 2023 |
| Summe Deutschland    | 71,0           |
| -------------------- | -------------- |
| Ahr                  | 001,0          |
| Baden                | 0028,0         |
| Franken              | 001,0          |
| Hessische Bergstraße | 000,0          |
| Mittelrhein          | 001,0          |
| Mosel                | 002,0          |
| Nahe                 | 003,0          |
| Pfalz                | 006,0          |
| Rheingau             | 000,0          |
| Rheinhessen          | 08,0           |
| Saale-Unstrut        | 04,0           |
| Sachsen              | 001,0          |
| Württemberg          | 006,0          |

## Eigenschaften der Rebe
Die Blätter sind mittelgroß, drei- bis fünflappig und kräftig grün. Die Trauben sind länglich walzenförmig. Austrieb, Blüte und Reifungsbeginn erfolgen etwa eine Woche früher als beim Spätburgunder. Die Frostfestigkeit gilt als gut. Die Sorte beansprucht leicht geringer gute Lagen wie der Spätburgunder.
Cabernet Cortis ist eine Varietät der Edlen Weinrebe (Vitis vinifera). Sie besitzt zwittrige Blüten und ist somit selbstfruchtend. Beim Weinbau wird der ökonomische Nachteil vermieden, keinen Ertrag liefernde, männliche Pflanzen anbauen zu müssen.

## Eigenschaften des Weins
Die Weine sind kräftig, farbstoffreich und haben deutliche Tannine. Sie verfügen über einen typischen Cabernet-Sauvignon-Charakter, mit in der Regel noch stärker ausgeprägtem Cassisduft und -geschmack. Im Jungweinstadium zeigen die Weine viele würzige Noten. Entweder werden diese Noten mit der Reife der Weine gut eingebunden oder der Ausbau wird gleich mit Sauerstoff und Holz vorgenommen.
Synonyme: Zuchtnummer FR 437-82 r
Abstammung: Cabernet Sauvignon × Solaris. Aus der gleichen Kreuzung ging die Rebsorte Cabernet Carol hervor.